# تنظيم هرمي
التنظيم الهرمي هو هيكل تنظيمي يتبع فيه كل كيان داخل المنظمة - فيما عدا كيان واحد - لكيان آخر. وهذا الترتيب هو نوع من أنواع التدرج الهرمي. ويتألف عادةً التدرج الهرمي داخل أية منظمة من سلطة فردية/جمعية بأعلى التدرج يليها مستويات متتالية من السلطة. وهذا هو النمط السائد في المنظمات الكبيرة؛ فمعظم المؤسسات التجارية، والحكومات، و بعض الديانات عبارة عن تنظيمات هرمية ذات مستويات مختلفة من الإدارة أو القوة أو السلطة. على سبيل المثال، يشير المنظور الشامل للتنظيم العام للكنيسة الكاثوليكية إلى أنها تتكون من البابا، ثم الكرادلة، ثم رؤساء الأساقفة، وهكذا.
وأعضاء الهياكل التنظيمية الهرمية يتواصلون بشكل رئيسي مع رئيسهم المباشر من جانب ومرؤوسيهم المباشرين من جانب آخر. ومن مزايا هيكلة المنظمات على هذا النحو أن التدرج الهرمي يمكن أن يقلل من تكلفة الاتصالات عن طريق الحد من تدفق المعلومات. لكن ذلك يُعَد أيضًا أحد عيوبه الأساسية.

## التصور
إن الصورة التي ترد على الذهن دائمًا عند ذكر التدرج الهرمي هي صورة الهرم. وفيه يعكس ارتفاع مرتبة المنصب أو الشخص سلطته. أما اتساع المرتبة بالهرم، فيشير إلى عدد الناس أو الأقسام الموجودة فيه مقارنةً بالمراتب الأخرى كلها. وبذلك، يحتل قمة الهرم أعلى الناس درجة. أما القاعدة، فقد تتضمن الآلاف من الأفراد الذين ليس لهم أي مرؤوسين. وتُعرَض هذه التنظيمات الهرمية دائمًا على هيئة شجرة أو هرم، مكوّنةً مخطط هيكل تنظيمي. وفي هذا المخطط، كل مَن اقترب من القمة يتمتع بسلطة أكبر ممن هم في القاعدة. ومن ثم، يكون عدد مَن يحتلون القمة أقل ممن هم في القاعدة. لذا، فإن الرؤساء في التدرج الهرمي يتمتعون بوجه عام بمنزلة أرفع ومزايا أكبر من مرؤوسيهم.

## النماذج الشائعة
تتشابه جميع الحكومات وأغلب الشركات في هياكلها التنظيمية. قديمًا، كان العاهل هو رأس الدولة. وقدم النظام الإقطاعي والضيعات الإقطاعية في العديد من الدول هيكلًا اجتماعيًا رسميًا أدى إلى تأسيس روابط هرمية في كل مستوى من مستويات المجتمع مع وجود العاهل على القمة.
وفي الدول الحديثة بعصر ما بعد الحداثة، لا يزال مَن يحتل قمة التدرج الهرمي هو رأس الدولة، والذي قد يكون رئيسًا أو ملكًا دستوريًا، وإن كانت سلطات رأس الدولة في الكثير من الدول الحديثة يتم تفويضها للعديد من الهيئات المختلفة. وأسفل رأس الدولة، يوجد عادةً مجلس الشيوخ أو البرلمان أو الكونغرس، الذي يفوض بدوره في الغالب شؤون إدارة البلاد اليومية إلى رئيس الوزراء. وفي الكثير من النظم الديمقراطية، يُعتبَر الشعب - من الناحية النظرية - قمة التدرج الهرمي ليعلو بذلك فوق رأس الدولة. لكن في الحقيقة، تقتصر سلطة الشعب على التصويت في الانتخابات.
وفي مجال الأعمال التجارية، احتل دومًا صاحب العمل قمة الهيكل التنظيمي. وفي أغلب الشركات الكبيرة الحديثة، لم يعد هناك مساهم واحد مهيمن فقط، وإنما تُفوَض السلطة الجمعية لأصحاب العمل في الغالب إلى مجلس إدارة يفوض بدوره شؤون إدارة الشركة اليومية إلى مدير تنفيذي (الرئيس التنفيذي). وفي الشركات أيضًا، رغم أن المساهمين هم مَن يحتلون قمة التدرج الهرمي من الناحية النظرية، فإن العديد من الشركات تُدار - على الأقل إلى حد ما - كما لو كانت إقطاعيات شخصية بواسطة إدارتها؛ وتُعَد قواعد حوكمة الشركات محاولة للحد من هذا الاتجاه.

## دراسات تناولت التنظيمات الهرمية
حدد مُنظِّر التطوير التنظيمي، إليوت جاك، دورًا خاصًا للتنظيم الهرمي في مفهوم التنظيم المطلوب الذي وضعه.
يصف قانون حكم الأقلية الحديدي، الذي طرحه روبرت ميكلس الميل الحتمي للتنظيمات الهرمية إلى حكم الأقلية في صناعة القرارات داخلها.
علم التنظيم الهرمي هو مصطلح صاغه دكتور لورانس جونستن بيتر، الذي وضع مبدأ بيتر ووصفه في كتابه الساخر الذي يحمل نفس الاسم. ويشير هذا المصطلح إلى دراسة التنظيمات الهرمية وسلوك أعضاء هذه التنظيمات.
يشير كتاب The IRG Solution - hierarchical incompetence and how to overcome it (حل IRG - عدم كفاءة التدرج الهرمي وكيفية التغلب عليه) إلى أن التنظيمات الهرمية اتصفت بطبيعتها بعدم الكفاءة، والسبب الوحيد في تمكنها من أداء عملها هو الكم الكبير من الاتصالات الجانبية غير الرسمية الذي تعززها الشبكات الخاصة غير الرسمية.

## النقد والبدائل
في أعمال العديد من المُنظِّرين المختلفين، مثل ويليام جيمس (1842–1910)، وميشيل فوكو (1926–1984) وهيدن وايت، طُرِح عدد من صور النقد المهمة على النظرية المعرفية المتعلقة بالتدرج الهرمي. فيشتهر جيمس، على سبيل المثال، بتأكيده في كتابه "Radical Empiricism" (التجريبية الراديكالية) على أن الفروق الواضحة في النوع والفئة أمور ثابتة، لكنها هدف غير مسجَّل للاستدلال العلمي. لذا، عند اكتشاف هذه الفروق، يُعلَن عن تحقيق النجاح. لكن إذا كانت جوانب العالم منظمة بشكل مختلف - وتتضمن التباسات متأصلة ويصعب حلها، فتكون الأسئلة العلمية عادةً معلَّقة غير مفصول فيها. والتردد في إعلان النجاح عند اكتشاف الالتباسات يجعل النظام ذا العلاقات الشبكية المستوية غير مؤاتٍ من الناحية التظاهرية وغير الموضوعية في إطار المعرفة البشرية. وهذا التحيز نتاج التفضيل الجمالي أو التعليمي للتدرج الهرمي، وليس بالضرورة تعبيرًا عن الملاحظة الموضوعية.
وجه العديد من الناس النقد للنظم الهرمية والتفكير الهرمي، مثل سوزان مكلاري. كما أن: اللاسلطوية - وهي فلسفة سياسية تعارض بقوة التنظيم الهرمي - تناهض بوجه عام التنظيم الهرمي في أية صورة من صور العلاقات البشرية. والنظام ذو العلاقات الشبكية المستوية هو النظام الذي يُقترَح دومًا لأن يكون بديلاً للتنظيم الهرمي. وقد امتزج ذلك عادةً بالاستقلال المسؤول الذي اقترحه جيرارد فيرلاف في عمله على نظرية النظام الثلاثي.
وفي ظل الابتكار الدائم الذي يشهده مجال تكنولوجيا الاتصالات والمعلومات، تفسح هياكل السلطة الهرمية المجال لنطاق أوسع من صناعة القرارات للأفراد، وتعريفات أكثر مرونة للأنشطة الوظيفية. وهذا النمط الجديد من العمل يفرض تحديًا للصور المؤسسية الموجودة بالفعل، مع توضيح بعض الدراسات البحثية لجوانب الاختلاف بين النماذج المؤسسية التقليدية والجماعات التي تعمل على الإنترنت وتتسم بالدافع الشخصي والرضا بصناعة قراراتها بنفسها.